# Kåsjö
Kåsjö är en småort i Järvsö socken i Ljusdals kommun i Gävleborgs län, öster om Järvsö.